# Existenciální psychoterapie
Existenciální psychoterapie (též existenciální analýza) je forma psychoterapie založená na modelu lidské povahy a zkušenosti, jak jej rozvinul existencialismus. Zaměřuje se na koncepty, které jsou univerzálně použitelné pro lidskou existenci, jako je například smrt, svoboda, odpovědnost a smysl života.
Existenciální psychoterapie nespatřuje úzkost, odcizení a deprese nutně jako znaky přítomné duševní choroby, spíše tyto lidské zkušenosti považuje za přirozenou fázi v normálním procesu lidského vývoje a zrání. Aby existenciální psychoterapie usnadnila tyto procesy vývoje a zrání, využívá filosofické zkoumání jedincových zkušeností, přičemž klade důraz na jeho svobodu a odpovědnost k dosažení vyššího stupně smyslu a pohody (well-being) v jeho existenci.

## Pozadí
Zvláště relevantní pro rozvoj existenciální psychoterapie byli filosofové, kteří se ve svých dílech přímo zaměřovali na to, aby dali smysl lidské existenci. Jedná se zejména o filosofické směry existencialismu a fenomenologie.
Výchozí bod existenciální filozofie jako takové lze vysledovat až do devatenáctého století v dílech dánského filosofa Sørena Kierkegaarda a německého filosofa Friedricha Nietzscheho. Svými originálními myšlenkami stanuli ve výrazném rozporu s převládajícími ideologiemi své doby (vědecký pozitivismus) a zavázali se ke zkoumání reality tak, jak ji lze zažít vášnivým a osobním způsobem.

### Søren Kierkegaard (1813–1855)
Søren Kierkegaard vehementně protestoval proti obecnému nepochopení a zneužívání křesťanského dogmatu i proti takzvané „objektivitě“ vědy. Domníval se, že obojí je způsob, jak se vyhnout úzkosti, která je lidské existenci vlastní. Velmi pohrdal způsoby, jakými žili život lidé kolem něj, a věřil, že pravda může být objevena pouze subjektivně jednotlivcem v činech. Cítil, že lidem chybí odvaha udělat "skok víry" a žít svůj život s vášní a nasazením vycházejícím z vnitřní hloubky existence. To zahrnuje neustálý boj mezi konečnými a nekonečnými aspekty naší přirozenosti, jakožto součást obtížného úkolu vytvoření já a nalezení smyslu. Sám Kierkegaard žil podle vlastního přesvědčení, podle svých vlastních slov, pročež byl během svého života osamělý a zesměšňovaný.

### Friedrich Nietzsche (1844–1900)
Friedrich Nietzsche posunul filosofii života ještě o krok dál. Jeho výchozím bodem bylo sdělení, že Bůh je mrtev, čímž měl na mysli zejména to, že představa Boha byla v jeho době již zastaralá a omezující. A co víc, osvícenství – s nově objevenou vírou v rozum a racionalitu – zabilo a nahradilo Boha novou velkou Pravdou, která byla možná ještě zhoubnější než ta, kterou nahradilo. Věda a racionalita se staly novým „Bohem“, leč vzaly na sebe podobu božstva chladnějšího a bezútěšnějšího. Je třeba zdůraznit, že Nietzsche měl významný vliv na vývoj psychologie jako takové, specificky však ovlivnil zejména ten přístup, který zdůrazňoval chápání života z perspektivy jednotlivce. Nietzsche při svém zkoumání různých potřeb jednotlivce ohledně ontologických podmínek bytí tvrdil, že všechny věci jsou ve stavu „ontologické nouze“, ve kterém touží stát se něčím víc, než jsou. Tento stav deprivace má zásadní důsledky pro fyziologické a psychické potřeby jednotlivce.

### Edmund Husserl (1859–1938)
Zatímco Kierkegaard a Nietzsche upozorňovali na lidské problémy, které je třeba řešit, tzv. fenomenologie německého filosofa Edmunda Husserla se snažila poskytnout metodu, jak je důsledně řešit. Husserl ve své Krizi evropských věd tvrdil, že přírodní vědy předpokládají přísnou oddělenost subjektu (zkoumající vědec) a objektu (zkoumaný předmět) a že takovýto druh dualismu může vést pouze k omylům. Navrhl tedy zcela nový způsob zkoumání a chápání světa a naší zkušenosti se světem – fenomenologii. Tvrdil, že naše hluboce zakořeněné předsudky musejí být odloženy stranou či takzvaně "uzávorkovány", abychom se mohli nanovo setkat se světem a objevit to, co je naprosto fundamentální a nám přímo dostupné prostřednictvím intuice. Pokud lidé chtějí pochopit podstatu věcí, pak místo aby je vysvětlovali a analyzovali, musejí se je naučit popisovat a rozumět jim.

### Max Scheler (1874–1928)
Německý filosof Max Scheler zásadně rozvinul filosofickou antropologii. Popsal hierarchický systém hodnot, kterými dále rozvíjel fenomenologickou filozofii Edmunda Husserla. Své pojetí osoby odlišoval od běžných pojetí subjektu, ega, mysli, psyché atp.; všechny tyto kategorie považoval za objektifikaci – snaží se popsat co člověk je, my bychom se však měli tázat kdo je člověk. Proti "lidské psychice" tak Scheler staví princip lidského ducha. Jeho filosofie tvoří základ logoterapie a existenciální analýzy Viktora Frankla.

### Martin Heidegger (1889–1976)
Martin Heidegger, nejvýznamnější Husserlův žák, aplikoval fenomenologickou metodu k pochopení smyslu bytí. Tvrdil, že poezie a hluboké filozofické myšlení mohou oproti vědeckému poznání přinést mnohem větší vhled do toho, co to znamená "být ve světě" (něm. dasein → daseinsanalýza). Prozkoumával lidské bytosti ve světě takovým způsobem, který způsobil revoluci v klasických představách o já a psychologii. Uvědomoval si důležitost času, prostoru, smrti a lidské spřízněnosti k nim. Také "oprášil" hermeneutiku, což je stará filozofická metoda zkoumání postavená na umění interpretace.
Na rozdíl od tradiční psychoanalytické interpretace (která má předem stanovený "objektivní" teoretický rámec, kterým se snaží vyložit jedinečnou zkušenost osoby), tento druh interpretace se snaží porozumět tomu, jak osoba sama něco prožívá subjektivně.

### Jean-Paul Sartre (1905–1980)
Existenciální filosof, spisovatel a dramatik Jean-Paul Sartre výrazně přispěl k existenciálnímu zkoumání, zejména pokud jde o emoce, představivost a začlenění člověka do sociálního a politického světa.

### Další filosofické vlivy
Mezi další významné myslitele existencialismu patří Karl Jaspers, Paul Tillich, Martin Buber a Hans-Georg Gadamer v rámci německé tradice a Albert Camus, Gabriel Marcel, Paul Ricoeur, Maurice Merleau-Ponty, Simone de Beauvoir a Emmanuel Lévinas v rámci francouzské tradice.

### Významní psychoterapeuti
Již od počátků 20. století se někteří psychoterapeuti inspirovali fenomenologií a možnostmi, které přinášela pro práci s lidmi.
- Rakouský psychoanalytik Otto Rank (1884–1939), svého času blízký spolupracovník Sigmunda Freuda, se v polovině 20. let rozešel se svým učitelem i celou psychoanalýzou. Stal se prvním existenciálním psychoterapeutem, případně jedním z hlavních předchůdců tohoto směru.
- Švýcarský psychiatr Ludwig Binswanger (1881–1966) se pokusil vnést existenciální pohled do své práce s pacienty v sanatoriu Kreuzlingen. Vycházel zejména z Husserla a Heideggera. Velká část jeho díla byla během 40. a 50. let 20. století přeložena do angličtiny, což mělo značný vliv na popularizaci existenciálních myšlenek jakožto základu pro terapii. V českém prostředí se jím zabývali Jiří Němec a Oldřich Čálek.
- Americký psycholog Rollo May (1909–1994) měl v Americe značný vliv na zdejší udržení existenciálního vlivu i na vývoj humanistické psychologie.
- Rakouský neurolog a psychiatr Viktor Frankl (1905–1997) byl pravděpodobně nejvíce ze všech zodpovědný za celosvětové rozšíření existenciální psychologie. Pozvalo si ho více než 200 univerzit po celém světě a sám absolvoval přes 80 cest do Kanady a USA. Z tohoto důvodu je někdy považován za skutečného zakladatele existenciální psychoterapie a logopedie.
- Švýcarský psychiatr a psychoterapeut Medard Boss (1903–1990) navazoval na Binswangera. Rozvíjel existenciální terapii a daseinsanalýzu, osobně také spolupracoval s filosofem Martinem Heideggerem, který je autorem pojmu dasein (bytí zde, v Patočkově překladu pobyt).
- Ve Francii měly značný vliv myšlenky Sartra a Merleau-Pontyho, nevzešla však z toho žádná konkrétní terapeutická metoda.

## Vývoj
Existenciální psychoterapie se vyvíjela poměrně spletitě z mnoha myšlenkových zdrojů a vzájemného ovlivňování. Můžeme se tak setkat s jejími různými pojetími i pojmenováními. Alespoň orientačně lze různé odvozené směry rozlišit podle geografických oblastí.

### Vývoj v Evropě
Evropské škole existenciální analýzy dominují dvě základní formy terapie: logoterapie a daseinsanalýza. Logoterapii vyvinul rakouský psychiatr Viktor E. Frankl, který byl silně ovlivněn existenciální filosofií i vlastní zkušeností v několika nacistických koncentračních táborech (byl židovského původu). Třemi hlavními složkami jeho logoterapie jsou svoboda vůle (schopnost změnit svůj život do té míry, do jaké je taková změna možná), vůle ke smyslu (středem dobrého života je smysl) a smysl v životě (prosazuje objektivitu smyslu). Mezi primární techniky logoterapie patří pomoc klientům identifikovat a odstraňovat jakékoli překážky v hledání smyslu v jejich vlastních životech, určit, co je osobně smysluplné, a pomoc pacientům efektivně následovat dané cíle. 
Daseinsanalýza je psychoterapeutický systém založený Ludwigem Binswangerem a Medardem Bossem, který je silně ovlivněn filosofickými myšlenkami Martina Heideggera a psychoanalýzou Sigmunda Freuda. Obdobným způsobem jako logoterapie se snaží pomoci jednotlivci najít autonomii a smysl v jeho „pobytu ve světě“ (Dasein). 

### Vývoj v Británii
Za významný rozvoj existenciálního přístupu v Británii se zasloužili zejména psychiatři R. D. Laing a David Cooper, často spojovaní s antipsychiatrickým hnutím. Za základ své práce si vzali především existenciální myšlenky francouzského filosofa Jean-Paul Sartera. Nevyvinuli sice žádnou konkrétní metodu terapie, kriticky však přehodnotili pojem duševní choroby a její léčbu. Na konci 60. let založili experimentální terapeutickou komunitu Kingsley Hall v East Endu v Londýně, kam lidé mohli přijít prožít své „šílenství“ bez obvyklé lékařské péče. Založili také Philadelphia Association, organizaci poskytující alternativní život, terapii a terapeutický výcvik z této perspektivy. Organizace existuje dodnes, v současnosti se věnuje zkoumání děl filosofů, jako jsou Ludwig Wittgenstein, Jacques Derrida, Emanuel Levinas a Michel Foucault, a také děl francouzského psychoanalytika Jacquese Lacana. V tomto směru také provozuje několik malých terapeutických domácností.
Roku 1967 vznikla Britská fenomenologická společnost, která ve svém časopise Journal of the British Society for Phenomenology pravidelně publikuje práce o existenciální a fenomenologické psychoterapii.
Roku 1988 byla v Británii založena Společnost pro existenciální analýzu, za níž stála nizozemská existenciální terapeutka Emmy van Deurzen. Tato společnost sdružuje psychoterapeuty, psychology, psychiatry, poradce a filosofy pracující z hlediska existenciální perspektivy. Nabízí pravidelná diskusní fóra, debaty i významné výroční konference. Dvakrát ročně také vydává Journal of the Society for Existencial Analysis. Společnost je také členem International Federation of Daseinsanalysis, která podněcuje mezinárodní výměnu mezi představiteli daseinanalýzy z celého světa. Roku 2006 Emmy van Deurzen se svý manželem psychoterapeutem Digby Tantamem založili International Community of Existential Counsellors and Therapists (ICECAP). 

### Vývoj v Kanadě
V posledních 20 letech se v Kanadě objevil nový vývoj existenciální psychoterapie, která se částečně odklání od tradičního existenciálního přístupu a zahrnuje výsledky výzkumů současné pozitivní psychologie. Patří mezi ně tzv. existenciální pozitivní psychologie a meaning therapy (terapie založená na hledání smyslu, významu).
Existenciální pozitivní psychologie se pokouší přerámovat tradiční existenciální problémy na otázky pozitivní psychologie, které lze podrobit empirickému výzkumu. Tento směr se zaměřuje na osobní růst a transformaci stejnou měrou jako na existenciální úzkost. Později byla tato existenciální pozitivní psychologie začleněna do tzv. druhé vlny pozitivní psychologie (PP 2.0).
Meaning therapy je rozšířením Franklovy logoterapie a americké humanisticko-existenční tradice. Jedná se také o pluralitní přístup, neboť zahrnuje prvky kognitivně-behaviorální terapie, narativní terapie a pozitivní psychoterapie, přičemž jejím ústředním organizačním konstruktem je smysl (meaning). MT apeluje nejen na přirozenou touhu jedince po radosti a významnosti (signigicance), ale také dovedně využívá jeho vrozenou schopnost hledat a vytvářet smysl. MT nastoluje rovnováhu mezi přístupem zaměřeným na člověka a přístupem psycho-výchovným. Na začátku terapie je klient informován o použití intervencí zaměřených na smysl, které jsou vhodné právě pro jejich těžkosti, a to na základ empirického důkazu o zásadní roli smyslu při léčení a prosperitě. Obecně řečeno je MT komplexní a pluralitní způsob, jak řešit všechny aspekty klientových existenciálních starostí. Klient může těžit z MT dvěma způsoby, je to: (1) na míru šitá léčba k vyřešení jeho současných problémů a (2) kolaborativní cesta k vytvoření preferované lepší budoucnosti.

## Pohled na lidskou mysl
Existenciální terapie (zejména americká existenciálně-humanistické tradice) začíná předpokladem, že ačkoli jsou lidé na širém světě v podstatě sami, touží se propojit s ostatními. Lidé chtějí mít smysl ve svých životech navzájem, nicméně v konečném důsledku musejí dojít k uvědomění, že při validaci (stvrzení) jejich vlastního smyslu nemohou být závislí na ostatních – je to až po tomto uvědomění, kdy skutečně uznají a pochopí, že jsou zcela naprosto sami. Výsledkem tohoto odhalení je pak úzkost z poznání, že naše validace musí nutně pocházet zevnitř a ne od druhých. 
Existenciální terapie se zakládá na teorii mysli a na psychologii. V existencialismu jako takovém je osobnost založena na volbě autenticky být skutečným já, s porozuměním založeným na filosofické představě o tom, co osoba je. Praktické terapeutické aplikace lze tudíž odvodit z teorie osobnosti, emocí a „dobrého života“.
To vede k praktickým terapeutickým aplikacím, jako je potkání se s osobními rozhodnutími v životě, která vedou k osobnímu štěstí – tj. osobnímu štěstí založenému na konceptu sebe sama jakožto já oplývající svobodou řídit svůj život a provádět nezbytné změny ("radikální svoboda"). Úplné filosofické porozumění existencialismu je tedy základem metod implementovaných pro emocionální a životní změny jedince. Jinými slovy, znalostní základy ve filosofii jsou základem pro existenciální terapii.

## Psychická dysfunkce
Stejně jako neexistuje jen jeden typ existenciální analýzy, liší se i pohledy jednotlivých směrů na téma psychických dysfunkcí a duševního onemocnění.
Například teoretici souhlasící se slavným amerických psychiatrem a spisovatelem Irvinem Yalomem se domnívají, že jedincova psychologická dysfunkce je výsledkem jeho odmítnutí nebo neschopnosti vypořádat se s běžnou existenciální úzkostí, která vyvěrá z konfrontace s běžnými „danostmi“ života, jako je smrtelnost, izolace, bezvýznamnost a svoboda.
Pro jiné teoretiky ale neexistuje nic jako "psychická dysfunkce" nebo duševní onemocnění. Každý způsob bytí člověka je pouze vyjádřením toho, jak se daný jedinec rozhodne žít svůj život. Jedinec samozřejmě může cítit neschopnost vyrovnat se s úzkostí, že je na světě sám. V takovém případě mu existenciální psychoterapeut může pomoci přijmout tyto pocity, spíše než aby se je snažil změnit, jako by snad byly něčím špatným či nepatřičným. Každý z nás oplývá svobodou zvolit si, jak bude v životě existovat, ne každý však tuto svobodu praktikuje. Mnohým se může zdát jednodušší a bezpečnější nečinit rozhodnutí, za která ponese odpovědnost. Mnoho lidí tak zůstane v nevědomosti ohledně alternativních možností jejich života, většinou z různých společenských důvodů.

## Dobrý život
Existencialismus navrhuje, že pro jednotlivce je reálné, aby čelili úzkostem života se vzpřímenou hlavou, přijali lidský stav osamělosti a oddávali se svobodě volit a převzít plnou odpovědnost za svá rozhodnutí. Mohou usilovat o převzetí kontroly nad svým životem a "otočit kormidlem" jakýmkoli směrem, který si zvolí. Není potřeba zastavit pocity bezvýznamnosti, místo toho je třeba si vybrat a zaměřit se na nové významy pro žití. Budováním, milováním a tvořením lze žít život jako své vlastní dobrodružství. Člověk může přijmout vlastní smrtelnost a překonat strach ze smrti. Přesně to činí Mersault, hlavní postava významného existenciálního románu Cizinec, ačkoli autor románu Albert Camus odmítal specifickou nálepku "existencialismus" a spíše se přikláněl k absurdismu. Mersault přijímá svou smrtelnost a odmítá omezení od společnosti, která na sebe dříve kladl. Nezatížený a svobodný žije svůj život s nezakalenou myslí. Také německý filosof Gerd B. Achenbach osvěžil sokratickou tradici s vlastní směsí filozofického poradenství, obdobně belgický filosof Michel Weber založil ve své rodné zemi Chromatiques Center pro filosofickou praxi.
Striktně sartrovská perspektiva existenciální psychoterapie se obecně nezajímá o klientovu minulost, místo toho klade důraz na rozhodnutí, která je třeba učinit v přítomnosti a budoucnosti. Poradce a klient sice mohou reflektovat, jak klient dosud odpovídal na životní otázky ve své minulosti, ale pozornost se nakonec přesouvá k hledání nového a zvýšeného vědomí v jedincově přítomnosti a na umožnění nových svobod a odpovědností jednat. Klient pak může plně přijmout, že není nijak neobyčejný a že jeho existence je jednoduše náhodná, respektive bez nějakého údělu či osudu. Tím, že to přijme, může překonat své úzkosti a místo toho pohlížet na život jako na okamžiky, ve kterých je zásadně svobodný.

## Čtyři světy (Emmy van Deurzen)
Existenciální myslitelé obecně se snaží vyhnout omezujícím modelům, které nějakým způsobem kategorizují nebo nálepkují lidi. Místo toho hledají univerzální prvky, které lze pozorovat mezikulturně. Neexistuje žádná existenciální teorie osobnosti, která by nějak rozdělovala lidstvo na typy nebo redukovala jednotlivé osoby na nějaké jejich části. Pokud už se vyskytuje nějaký způsob kategorizace, pak se spíše jedná o popis různých úrovní zkušeností a existence, se kterými je člověk nevyhnutelně konfrontován. Způsob, jakým se člověk nachází ve světě v určité fázi, lze zmapovat na této obecné mapě lidské existence.
Dle pojetí současné existenciální terapeutky Emmy van Deurzen lze rozlišit čtyři základní rozměry lidské existence: fyzický, sociální, psychologický a duchovní.
V každém z těchto rozměrů se lidé setkávají se světem a utvářejí svůj postoj na základě svých konkrétních zkušeností. Jejich orientace vůči světu definuje jejich realitu. Čtyři rozměry jsou navzájem protkány a poskytují komplexní čtyřrozměrné silové pole pro lidskou existenci. Jednotlivci jsou nataženi mezi kladným pólem toho, po čem v každém rozměru touží, a záporným pólem toho, čeho se obávají. Již Binswanger navrhl první tři z těchto rozměrů na základě Heideggerových pojmů Umwelt a Mitwelt a také pojmu Eigenwelt. Čtvrtý rozměr pak přidala sama van Deurzen z Heideggerova popisu duchovního světa (Überwelt) z Heideggerovy pozdnější práce. 

### Fyzický rozměr
Ve fyzickém rozměru (Umwelt) se jednotlivec vztahuje ke svému prostředí a k danostem přírodního světa kolem sebe. To zahrnuje i jeho postoj k tělu, které má, ke konkrétnímu prostředí, ve kterém se nachází, ke klimatu a počasí, k předmětům a hmotným statkům, tělům jiných lidí, jeho vlastním tělesným potřebám, ke zdraví a nemoci a k jeho vlastní smrtelnosti. K bojům v tomto rozměru obecně dochází mezi hledáním nadvlády nad živly a přírodním zákonem na jedné straně (technologie, sport) a potřebou akceptovat limity přírodních hranic na straně druhé (ekologie, stáří). Zatímco lidé obecně usilují o zabezpečení v tomto rozměru (prostřednictvím zdraví a bohatství), velká část života přináší postupnou deziluzi a uvědomění, že takové zabezpečení může být pouze dočasné. Uznání omezení pak může přinést značné uvolnění napětí.

### Sociální rozměr
V sociálním rozměru (Mitwelt) se jedinec vztahuje k ostatním lidem, když interaguje s veřejným světem kolem sebe. Tento rozměr zahrnuje jeho odezvu na kulturu, ve které žije, stejně jako na třídu a rasu, ke které náleží (i na ty, ke kterým nenáleží). Jeho postoj se zde pohybuje v rozmezí od lásky k nenávisti a od spolupráce ke konkurenci. Dynamické rozpory mohou být chápány ve vztahu k přijetí versus odmítnutí nebo sounáležitosti versus izolace. Někteří lidé se nejraději co nejvíce stáhnou ze světa ostatních. Jiní se zase slepě honí za společenským přijetím tím, že se řídí pravidly a módou, které zrovna letí. Jiní se nad to snaží povznést tím, že se sami stávají tvůrci trendů. Získáním slávy nebo jiných forem moci může jednotlivec dočasně získat dominanci nad ostatními. Nicméně dříve nebo později se nakonec každý setká se selháním a osamělostí.

### Psychologický rozměr
V psychologickém rozměru (Eigenwelt) se jednotlivec vztahuje k sobě samému a vytváří si tak osobní svět. Tento rozměr zahrnuje názory na jeho povahu, minulé zkušenosti a budoucí možnosti. Často zde dochází k rozporům ohledně silných a slabých stránek osoby. Lidé hledají pocit identity, pocit, že jsou podstatní a mají své já.
Nevyhnutelně je však mnoho událostí konfrontuje s důkazy o opaku a uvrhne je do stavu zmatení nebo dezintegrace (viz také obdobný koncept pozitivní dezintegrace). Důležitou polaritou je zde aktivita a pasivita. Sebepotvrzení a odhodlání jdou ruku v ruce s oním zmatením a odevzdání se a poddání zase s dezintegrací. Vystavení se konečnému rozpuštění sebe sama, které přichází s osobní ztrátou a tváří v tvář smrti, může přinést úzkost a zmatení mnoha lidem, kteří se ještě nevzdali pocitu vlastní důležitosti.

### Duchovní rozměr
V duchovním rozměru (Überwelt) se jednotlivec vztahuje k neznámému a vytváří si tak pocit ideálního světa, ideologie a filosofického pohledu. Právě zde nachází smysl tím, že si pro sebe poskládá všechny kousky skládačky. Někteří lidé toho dosahují dodržováním náboženství nebo jiného normativního světového názoru, pro jiné je to o objevování nebo připisování významu světštějším nebo osobnějším způsobem. Rozpory, kterým je třeba v tomto rozměru čelit, často souvisí s napětím mezi účelností a absurditou, nadějí a zoufalstvím. Lidé vytvářejí své hodnoty v hledání něčeho, na čem jim záleží natolik, aby pro to mohli žít nebo zemřít, něco, co by dokonce mohlo mít konečnou a univerzální platnost. Obvykle je cílem dobytí duše nebo něčeho, co podstatně předčí smrtelnost (například přispění něčím cenným lidstvu). Čelení prázdnotě a možnosti nicoty jsou nepostradatelným protějškem tohoto pátrání po věčnosti.